# Heinrich III. von Barmstede
Heinrich III. von Barmstede († vermutlich am 24. Juli 1257) war ein holsteinischer Adliger.

## Leben und Wirken
Heinrich III. von Barmstede war ein Sohn von Heinrich II. von Barmstede und dessen Ehefrau Adelheid. Er hatte einen Bruder namens Gottschalk und einen weiteren namens Otto. Heinrich III. und Otto sind ab 1246 regelmäßig unter den Zeugen gräflicher Urkunden zu finden. Ab 1247 standen sie dort zumeist an erster Position.
Entweder Heinrich II. oder die Brüder Heinrich III. und Otto begründeten und unterstützten das Gemeinwesen in Krempe. Das älteste städtische Siegel zeigt einen vermutlich dem Wappen der Familie Barmstede entnommenen Bärenkopf. Urkundlich belegt ist, dass die Brüder 1253 und 1255 zahlreiche Verkäufe tätigten und Dinge verpfändeten, um größere Mengen Bargeld zu bekommen. Der Graf billigte dieses Vorgehen zunächst, wurde ab 1255/56 jedoch zurückhaltender, um somit keine Rechte zu verlieren, die die von Barmstedes als Lehen genommen hatten. 
1255 wurde Friedrich von Haseldorf, der die Burg Haseldorf und große Ländereien in den Elbmarschen als Lehen des Erzbischofes von Bremen besaß, Priester. Heinrich III. und Otto kauften sowohl Burg und das Land Haseldorf und stellten sich 1257 als Ministeriale ebenfalls in Dienst des Erzbischofs. Damit erweiterten sie ihren Besitz und ihre Machtposition in der Region und banden sich an das Erzstift Bremen und brachten dadurch die Grafen von Holstein und Schauenburg und die Stadt Hamburg in Bedrängnis.
Heinrich III. starb kurze Zeit später, vermutlich Mitte 1257. Die Umstände seines Todes waren vermutlich verdächtig. Er hinterließ einen gleichnamigen Sohn, den er gemeinsam mit seiner ersten Ehefrau Margarethe hatte. Mit seiner zweiten Frau, Adelheid, Tochter Dietrichs I. von Haseldorf hatte er zwei weitere Kinder. 